# Castel Flavon (Contà)
Castel Flavon è un castello medievale ormai in rovina che si trova presso Flavon, nel comune di Contà in provincia di Trento, residenza dei conti Flavon tra il XII e il XIII secolo, per poi passare alla famiglia Spaur.

## Storia

### I conti Flavon

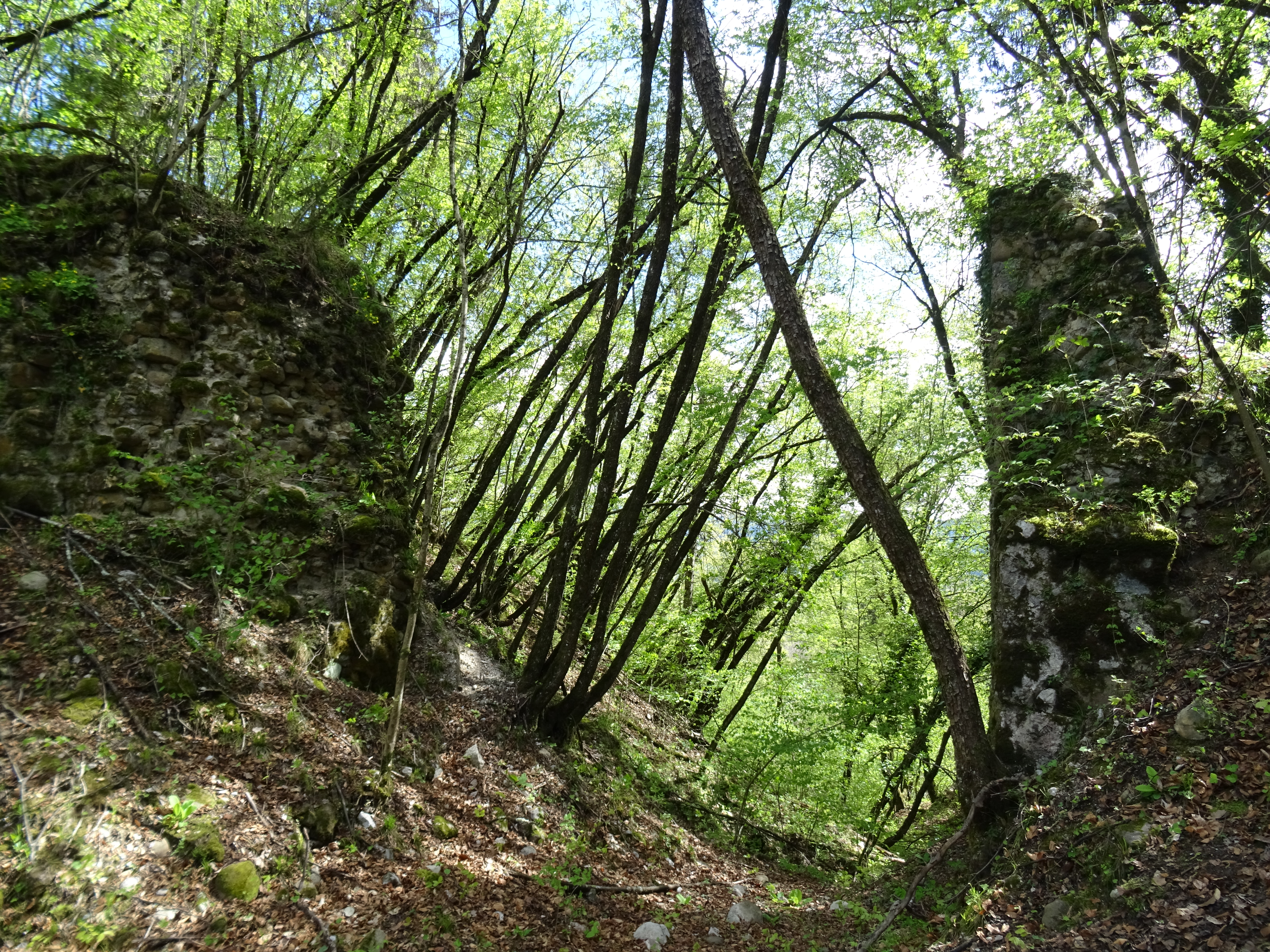
Parte dei ruderi

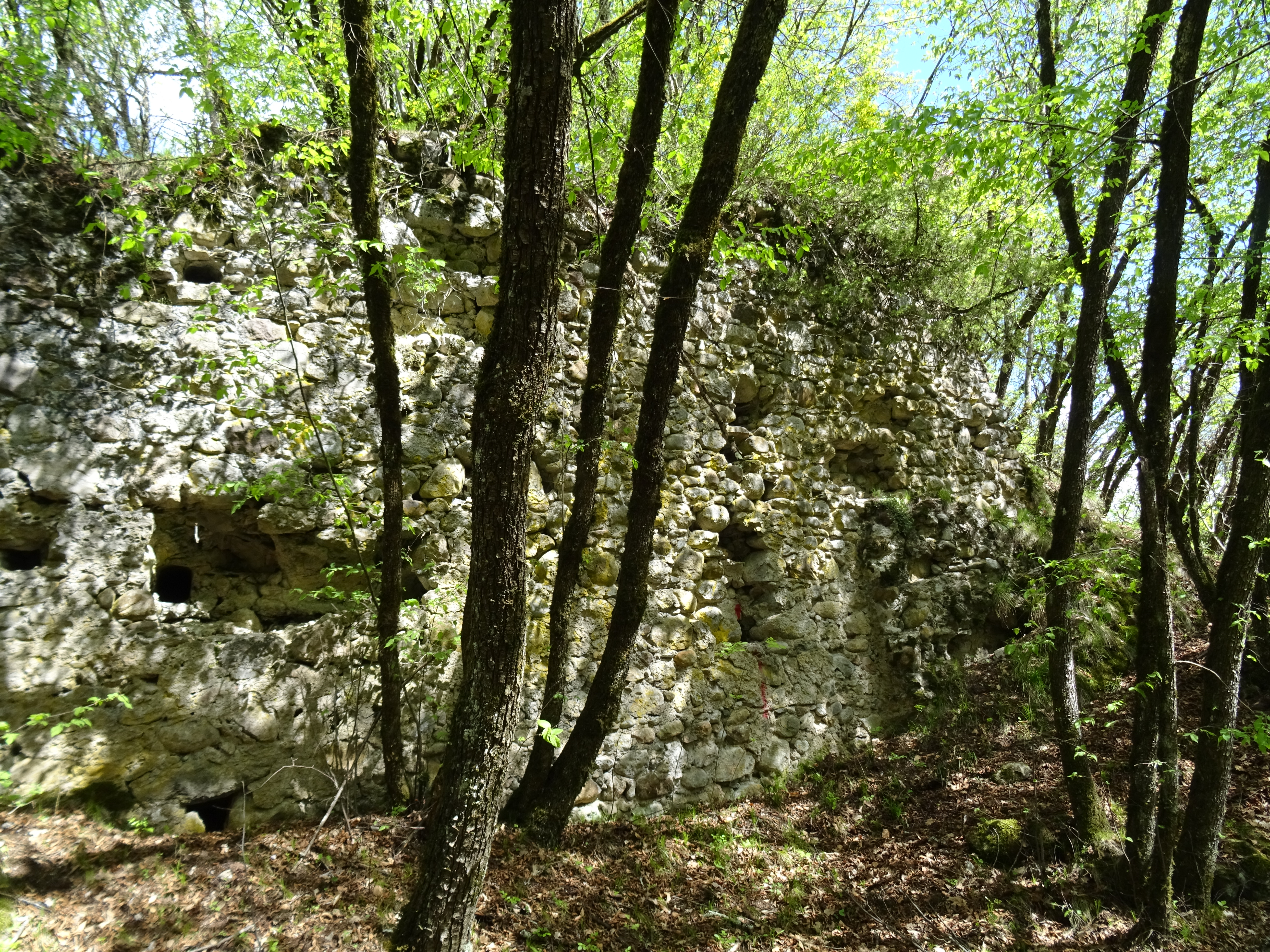
Parte dei ruderi

La famiglia Flavon doveva godere di un grande prestigio nell'XI e XII secolo, tanto da essere considerata la più antica delle famiglie trentine dell'alta nobiltà. Lo stesso titolo di conte conferito ai suoi membri (da qui il nome Contà) li poneva molto in alto, in quanto dipendenti direttamente dall'imperatore di Germania, mentre quasi tutti gli altri feudatari erano soggetti al potere del principato vescovile. Ma dopo la costituzione del Principato, con l'investitura del potere temporale sul territorio tridentino a Udalrico (1006-1022), della famiglia dei conti von Lurn-Pustertal (imparentati probabilmente con i Flavon), confermata da Corrado II il Salico nel 1027 al successore Udalrico II, la loro indipendenza venne meno, vista la forza del principato vescovile. Questa tesi è confortata da diversi documenti: nel 1233 sappiamo che il principe vescovo Aldrighetto Campo sostenne una lotta contro i ribelli e li costrinse a deporre le armi, con l'aiuto dei suoi fedeli vassalli, compreso Gabriele conte di Flavon. Inoltre nel 1284 Mainardo II di Tirolo-Gorizia tolse al vescovo di Trento anche Castel Flavon, il che ne proverebbe la sua proprietà.                                                                   
Per ripercorrere l'origine dei conti Flavon è fondamentale l'atto di investitura del 1214, del principe vescovo Federico Vanga, dell'avvocazia dell'abbazia di Sonnenburg ai conti Ulrico e Gabriele di Flavon, in quanto eredi del fondatore dell'abbazia, Volkhold.
La prima attestazione del castello risale al 1269, in un inventario dei beni ereditari spettanti a Nicolò III, detto Xono, Ramberto, Altadonna e Ita, figli del defunto Aldrighetto di Flavon.
Nel 1266, in seguito alla decisione di Corradino di Svevia di scendere in Italia per recuperare l’eredità del nonno Federico II, Mainardo II di Tirolo si schierò dalla sua parte. In un primo momento i Flavon, assieme a parte della nobiltà anaune, si schierarono dalla parte del conte del Tirolo, contro il principe-vescovo Enrico II (1274-1289). La pace di Ulma (1278) non risolse definitivamente il conflitto, che fra l’autunno del 1282 e la primavera del 1283 si riaccese, culminando nell’assedio di Castel Mani, dove il vescovo Enrico II si era rifugiato. Questa volta i Flavon appoggiarono il principe vescovo, scontrandosi con Ulrico di Coredo.
I Flavon negli ultimi decenni del XIII secolo erano oramai in declino: nel 1276 il conte Riprando I vendette a Niccolò e Giordano di Enno la quarta parte di ogni diritto di decima a Nanno; nel 1278 lo stesso Riprando, assieme al fratello Niccolò II, decise di vendere per 5 libre veronesi ai due fratelli di Nanno l'intero diritto di decima a Denno. La liquidazione proseguì con la cessione a Ulrico di Coredo (1282) della quarta parte della decima sul vino di Terres e quella precedente (1281), fatta in favore di Mainardo II, di tutti i loro diritti ad Arsio. 
Questa fu soltanto la prima cessione fatta direttamente al conte del Tirolo, che però ottenne da Adalpreto di Cles, suo sostenitore, tutti i diritti giurisdizionali e comitali della contea (da lui acquistati nel 1283 dal conte Guglielmo di Flavon). Infine nel 1288 Mainardo riuscì a estorcere anche al conte Ramberto I gli ultimi diritti rimasti alla famiglia Flavon. Gli ultimi discendenti dell'un tempo illustre dinastia si stabilirono ad Arco e a Trento.
Il castello fu affidato a Ulrico di Coredo, che nel 1289 percepì 15 marche "pro custodia castri in Flaono". Il castello si trovava in stato precario, infatti venne ricostruito da Ulrico, che nel gennaio 1290 sborsò ben 80 lire veronesi "pro edificatione castri de Flaono". Fino al 1295 sono documentati pagamenti per la custodia del castello, che rimase per altri anni dei Coredo-Valer, in particolare ai figli di Ulrico, Peterlino e Urlico il giovane. Quest'ultimo lo restituì al conte Enrico di Carinzia e Tirolo, che nel 1334 lo infeudò a Volcmaro di Burgstall.

### Gli Spaur
Dopo la morte di Volcmaro di Burgstall nel 1343 il castello passò, assieme a Castel Sporo, la Rocchetta e Castel Visione, al burgravio del Tirolo Corrado di Scena. Già nell'aprile 1346 però i figli di Volcmaro recuperarono i castelli di Flavon e Sporo, in particolare il primo toccò al quarto figlio, Jesche (Giovanni). Quest'ultimo aveva sposato Marina, detta Virata, figlia di Federico II Coredo-Valer.
Il castello nel 1389 non risultava ancora per intero proprietà degli Spaur, poiché Enrico del vicino Castel Corona risultava comproprietario di una porzione del maniero, ceduta a Pietro di Sporo. Pietro negli anni della rivolta anti-vescovile (iniziata nel 1407) arrivò a controllare gran parte della bassa Val di Non, ma dopo la sua morte nel 1424-1425 i figli Giorgio e Giovanni furono costretti a restituire tutti i castelli conquistati dal padre.
Il castello fu abitato fino alla seconda metà del XVI secolo, lo studioso Jacopo Antonio Maffei parlò di un laudo pubblicato nel luglio del 1596 nella sala del maniero, A causa delle dilamazioni del monte nella valle della Tresenga, sul quale giaceva il maniero, il castello cominciò a precipitare, venendo così sostituito da un palazzo nel paese di Flavon, detto Palazzo Spaur, e nel 1659 fu concessa dal vescovo di Trento l'autorizzazione a prelevare i materiali franati dalle macerie della struttura.